# Alfred Pringsheim

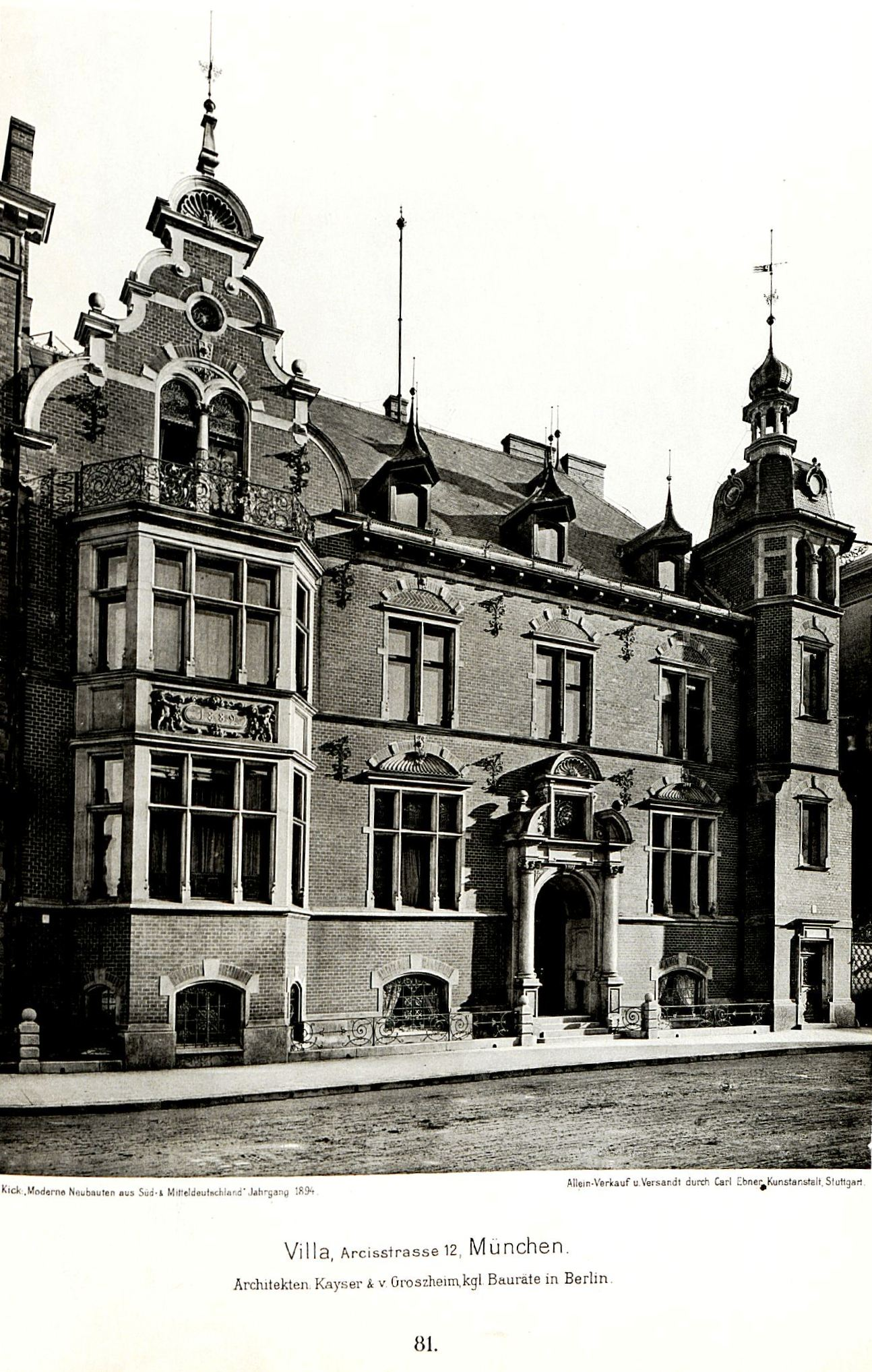
Palais Pringsheim.

Alfred Pringsheim, född 2 september 1850 i Ohlau, Schlesien, död 25 juni 1941 i Zürich, var en tysk matematiker.
Pringsheim blev 1886 extra ordinarie och var 1901–1922 ordinarie professor i matematik vid Münchens universitet. Bland hans arbeten, som behandlar oändliga serier och funktionsteori, kan nämnas Über Wert und angeblichen Unwert der Mathematik (1904). Han invaldes 1907 som ledamot av Fysiografiska sällskapet i Lund.
Pringsheim gifte sig år 1878 med den tyska skådespelerskan Hedwig Pringsheim. Tillsammans fick paret fem barn: Erik Pringsheim; fysikern Peter Pringsheim; kompositören och musikkritikern Heinz Pringsheim; samt tvillingarna Klaus Pringsheim och Katia Mann, född Pringsheim. Den senare kom att gifta sig med den tyska författaren Thomas Mann. På grund av sitt judiska ursprung tvingades Pringsheim 1933 att sälja sin bostad i München, Palais Pringsheim, till nazisterna som lät riva byggnaden och på samma plats uppförde den så kallade Führerbau. Efter fortsatt förföljelse tvingades han slutligen 1939 att gå i exil och avled 1941 i Zürich i en ålder av 90 år.